# Ballerbek
El Ballerbek (en baix alemany Ballerbeek) és un petit riu de l'estat de Slesvig-Holstein a Alemanya. Més amunt, després de desaparèixer en tubs sota terra, canvia de nom i es diu Burbek.
Neix a Halstenbek prop del carrer Bahnhofstraße i desemboca al Düpenau a la frontera amb el barri Thesdorf de Pinnbarg.
Via el Düpenau, el Mühlenau i el Pinnau desguassa a l'Elba i al mar del Nord. El 2008, el regidor de medi ambient d'Halstenbek va anunciar un projecte d'excavar les parts entubades i de renaturalitzar les ribes fins a la desembocadura al Düpenau. També es parla de restaurar la connexió natural amb el llac Krupunder See, la qual va ser tallada al segle passat.

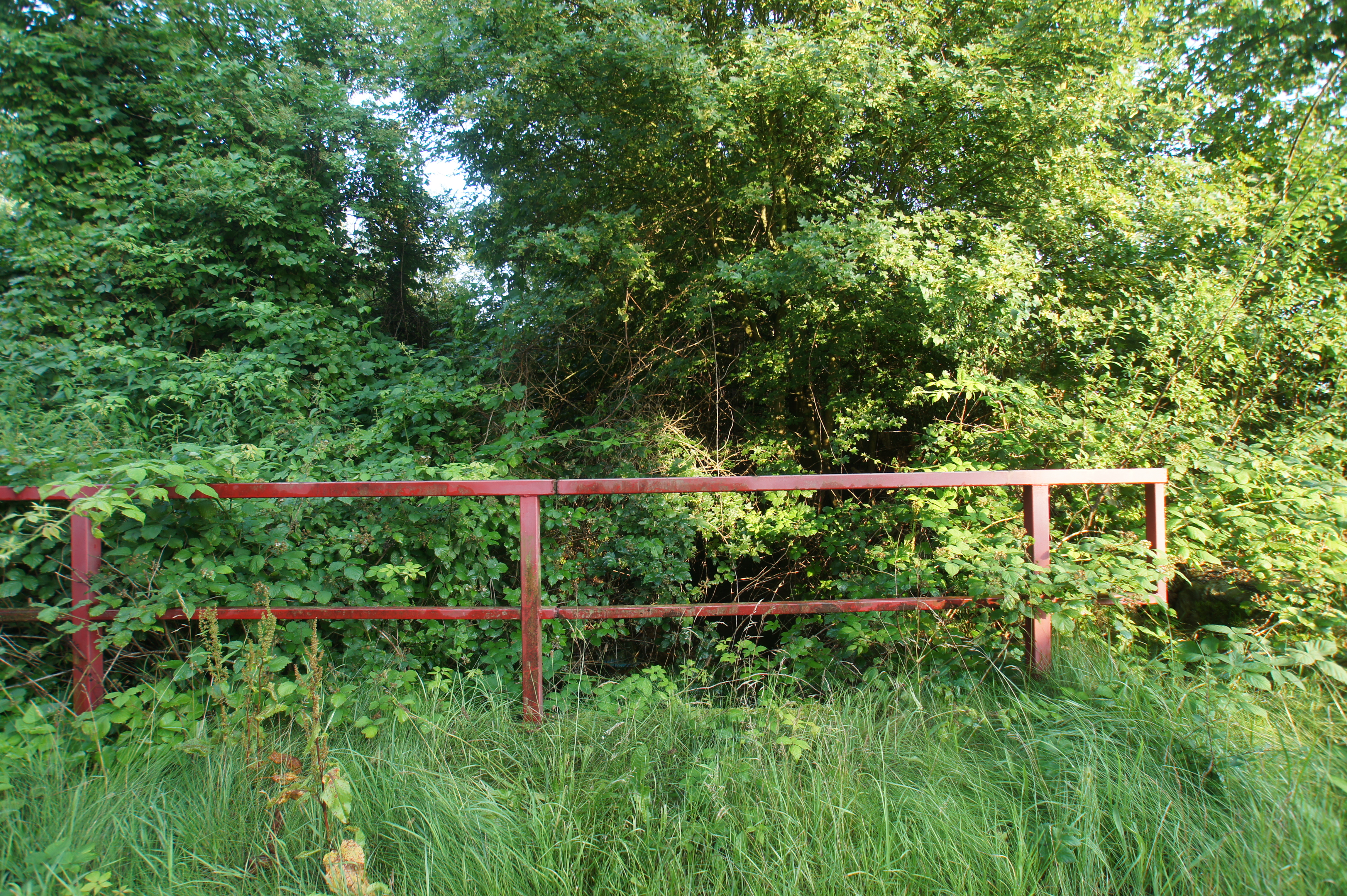
El riu prop dels ferrocarrils S3, R60 i R70
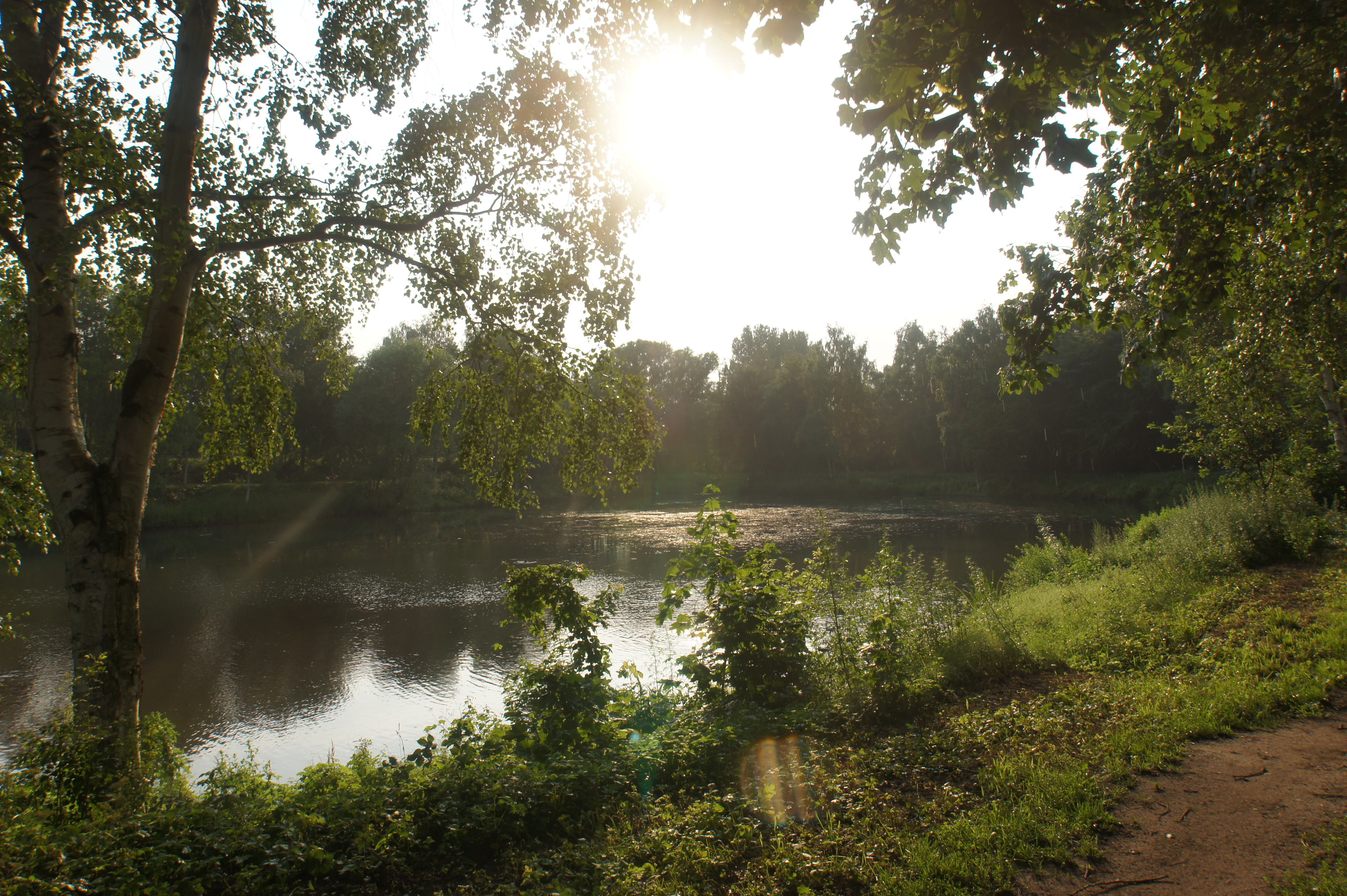
Estany al Ballerbek
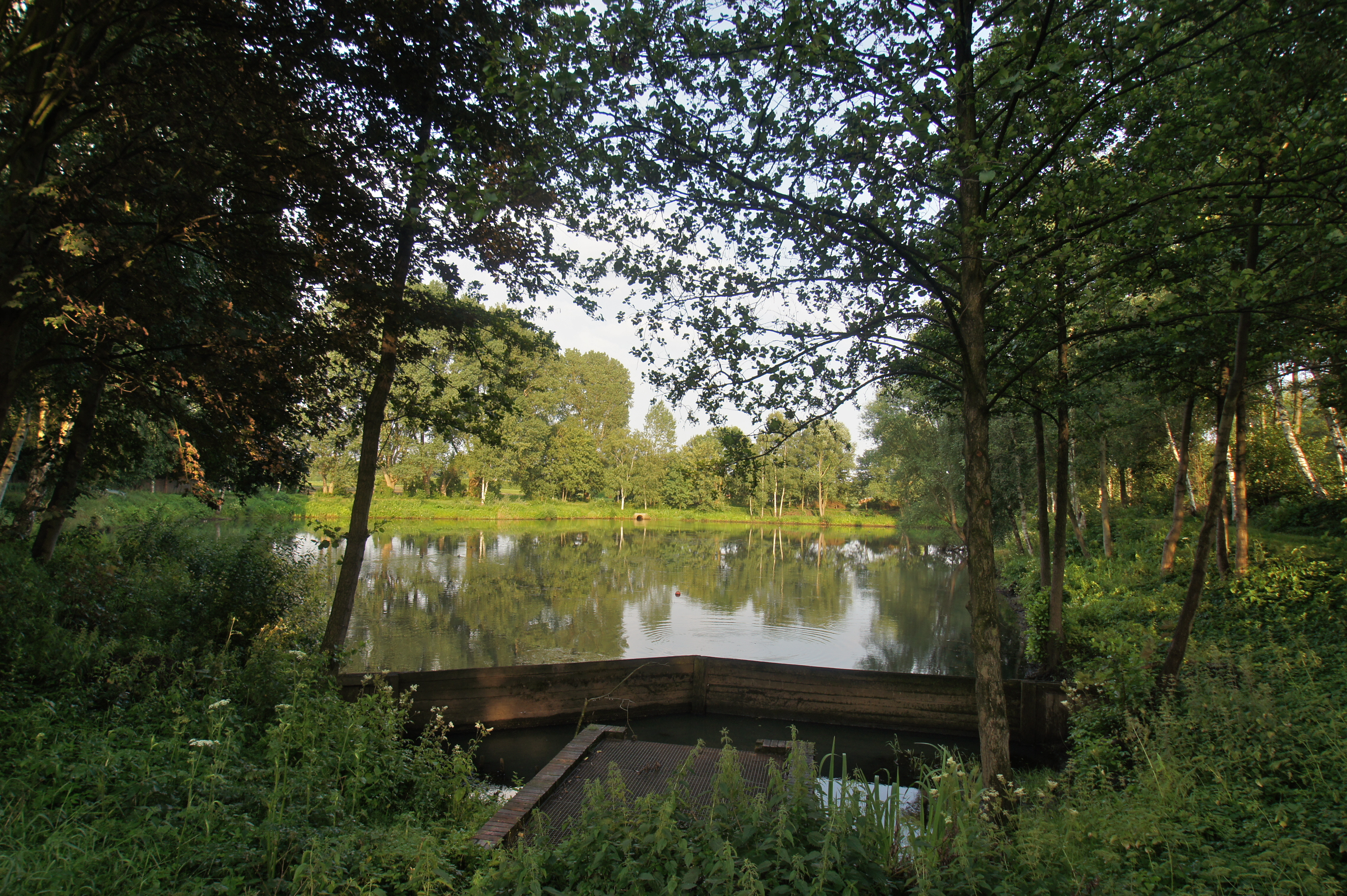
Resclosa al Ballerbek